# Wir sind auch nur ein Volk
Wir sind auch nur ein Volk ist eine achtteilige deutsche Familienserie, die dienstags von Dezember 1994 bis Januar 1995 auf Das Erste ausgestrahlt wurde. Sie basiert lose auf den Drehbüchern von Jurek Becker. Der Serientitel ist eine Anspielung auf den politischen Slogan „Wir sind ein Volk“, der auch das Sujet der einzelnen Episoden darstellt. Manfred Krug und Christine Schorn spielen die Hauptrollen. Seit der Spielzeit 2020/21 wird die Serie am Hans Otto Theater in Potsdam als Theaterstück aufgeführt.

## Schauspieler und Rollen
Die folgende Tabelle zeigt die Hauptdarsteller. Daneben waren auch namhafte Gastdarsteller wie Mariele Millowitsch, Ulrike Folkerts, Petra Kleinert, Hildegard Alex, Sven Martinek, Siegfried Kernen, Bodo Wolf, Gunter Schoß, Peter Bause, Santiago Ziesmer, Achim Wolff, Werner Dissel, Willi Schrade und Wolfgang Winkler dabei.
| Schauspieler       | Rolle           | Episoden |
| ------------------ | --------------- | -------- |
| Manfred Krug       | Benno Grimm     | 8        |
| Christine Schorn   | Trude Grimm     | 8        |
| Ferdinand Dux      | Karl Blauhorn   | 8        |
| Marco Bahr         | Theo Grimm      | 8        |
| Dietrich Mattausch | Anton Steinheim | 8        |
| Julia Heinemann    | Lucie Steinheim | 8        |
| Hans Korte         | Eugen Meister   | 8        |

## Episodenliste
| Folge | Titel                              | Ausstrahlung      |
| ----- | ---------------------------------- | ----------------- |
| 1     | Die Serie zur Einheit (Teil 1 + 2) | 18. Dezember 1994 |
| 2     | Der Rest der Familie               | 20. Dezember 1994 |
| 3     | Der empfindliche Bruder            | 27. Dezember 1994 |
| 4     | Stasi für Anfänger                 | 3. Januar 1995    |
| 5     | Der zweite Sekretär                | 10. Januar 1995   |
| 6     | Die Westparty                      | 17. Januar 1995   |
| 7     | Streik und andere Scherereien      | 24. Januar 1995   |
| 8     | Der kurze Abschied                 | 31. Januar 1995   |